# Francisco de Vergara
Pour les articles homonymes, voir Vergara.
 (mars 2025).
Si vous disposez d'ouvrages ou d'articles de référence ou si vous connaissez des sites web de qualité traitant du thème abordé ici, merci de compléter l'article en donnant les références utiles à sa vérifiabilité et en les liant à la section « Notes et références ».
Francisco de Vergara (date de naissance inconnue - mort en 1545) est un helléniste et humaniste espagnol, frère de Juan de Vergara.

## Biographie
Il enseigna le grec ancien à l'université d'Alcalá en remplacement de son maître, Hernán Núñez de Guzmán, après que celui-ci dut fuir à la suite de sa prise de position en faveur des comuneros. Il fut également disciple de Démétrios Doucas et entretint une correspondance avec Érasme. Il composa une chrestomathie grecque, publiée en 1524, pour remédier au faible nombre de textes disponibles en cette langue à l'université, ainsi qu'une grammaire élémentaire du grec, De Graecae Linguae Grammatica libri quinque, publiée à Alcalá de Henares en 1537, qui est la première connue en langue espagnole.
Il est également l'auteur de la première traduction en espagnol de Théagène et Chariclée, roman byzantin d'Héliodore, traduction dont ne subsiste aujourd'hui aucun exemplaire connu mais qui eut une influence déterminante sur Les Travaux de Persille et Sigismonde de Miguel de Cervantes.